# Stávros Lambrinídis
Stávros Lambrinídis (en grec : Σταύρος Λαμπρινίδης), né le 6 février 1962 à Athènes, est un homme politique grec, membre du Mouvement socialiste panhellénique.

## Carrière depuis 2004
Élu député européen en 2004, il est ensuite désigné vice-président de la commission des Libertés civiles, de la Justice et des Affaires intérieures du Parlement européen pour toute la durée de la législature. À la suite de sa réélection, en 2009, il devient vice-président du Parlement européen.
Le 17 juin 2011, il est nommé ministre des Affaires étrangères dans le gouvernement de Giórgos Papandréou. Il est remplacé, le 11 novembre suivant, par Stávros Dímas.
Le 25 juillet 2012, il est nommé représentant spécial de l'Union européenne pour les droits de l'homme par le Conseil de l'Union européenne, pour un mandat de deux ans, devenant le premier titulaire de cette fonction.
Le 4 mars 2019, il est nommé ambassadeur de l'Union européenne aux États-Unis, puis en janvier 2024, auprès de l'Organisation des nations unies.